# Stadionul Metalul (Bocșa)
Stadionul Metalul este un stadion de fotbal situat în orașul Bocșa, județul Caraș-Severin. Are o capacitate de aproximativ 5.000 de locuri și a fost utilizat în principal pentru meciurile echipei locale Metalul Bocșa.
Stadionul a aparținut inițial Întreprinderii Construcții Metalice Bocșa, care a fost privatizată începând cu anul 2004. După privatizare, baza sportivă nu a înregistrat probleme majore în ceea ce privește desfășurarea activităților fotbalistice. Totuși, în anul 2019, unul dintre proprietari, o femeie de afaceri din București, a refuzat continuarea utilizării stadionului pentru activități sportive. Această decizie a fost principalul motiv al desființării clubului Metalul Bocșa în anul 2020, club cu o tradiție de peste 90 de ani.